# نمودار فرایند عملیات

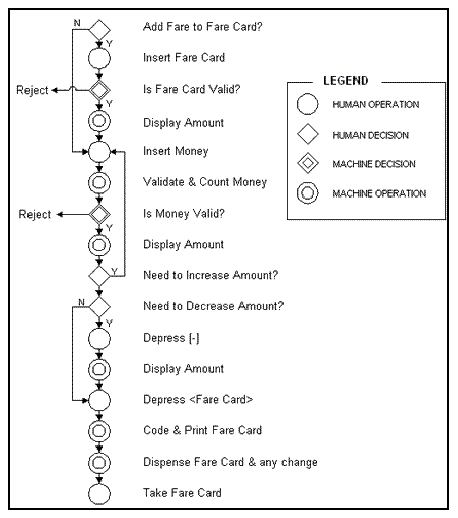
نمودار فرایند عملیات کارت مترو

نمودار فرایند عملیات OPC (به انگلیسی: Operation process chart) یک نمای گرافیکی از پردازش فعالیت‌های انجام شده بر روی قطعه کار در مهندسی صنایع می‌باشد.